# Bogotá39
Bogotá39 es un evento colaborativo entre Hay Festival y Bogotá: UNESCO World Book Capital City 2007, para identificar a los 39 escritores latinoamericanos menores de 39 años más prometedores. En su primera edición, los jueces de la competencia fueron los escritores colombianos Piedad Bonnett, Héctor Abad Faciolince y Óscar Collazos. El éxito de este proyecto llevó a desarrollar dos años después uno similar llamado Beirut39, que seleccionó a los 39 escritores más prometedores del mundo árabe. Africa39 llegó en 2014.

## Lista de 2007
- Adriana Lisboa (Brasil)
- Alejandro Zambra (Chile)
- Álvaro Bisama (Chile)
- Álvaro Enrigue (México)
- Andrés Neuman (Argentina)
- Antonio García Ángel (Colombia)
- Antonio Ungar (Colombia)
- Carlos Wynter Melo (Panamá)
- Claudia Amengual (Uruguay)
- Claudia Hernández González (El Salvador)
- Daniel Alarcón (Perú)
- Eduardo Halfon (Guatemala)
- Ena Lucía Portela (Cuba)
- Fabrizio Mejía Madrid (México)
- Gabriela Alemán (Ecuador)
- Gonzalo Garcés (Argentina)
- Guadalupe Nettel (México)
- Iván Thays (Perú)
- João Paulo Cuenca (Brasil)
- John Jairo Junieles (Colombia)
- Jorge Volpi (México)
- José Pérez Reyes (Paraguay)
- Juan Gabriel Vásquez (Colombia)
- Junot Díaz (República Dominicana)
- Karla Suárez (Cuba)
- Leonardo Valencia (Ecuador)
- Pablo Casacuberta (Uruguay)
- Pedro Mairal (Argentina)
- Pilar Quintana (Colombia)
- Ricardo Silva Romero (Colombia)
- Rodrigo Blanco Calderón (Venezuela)
- Rodrigo Hasbún (Bolivia)
- Ronaldo Menéndez (Cuba)
- Santiago Nazarian (Brasil)
- Santiago Roncagliolo (Perú)
- Slavko Zupcic (Venezuela)
- Verónica Stigger (Brasil)
- Wendy Guerra (Cuba)
- Yolanda Arroyo Pizarro (Puerto Rico)

## Lista de 2017
En 2017 volvió a crearse una lista. Los jueces de esta edición fueron Leila Guerriero, Carmen Boullosa y Darío Jaramillo Agudelo.
- Carlos Manuel Álvarez (Cuba)
- Frank Báez (República Dominicana)
- Natalia Borges Polesso (Brasil)
- Giuseppe Caputo (Colombia)
- Juan Sebastián Cárdenas (Colombia)
- Mauro Javier Cárdenas (Ecuador)
- María José Caro (Perú)
- Martín Felipe Castagnet (Argentina)
- Liliana Colanzi (Bolivia)
- Juan Esteban Constaín (Colombia)
- Lola Copacabana (Argentina)
- Gonzalo Eltesch (Chile)
- Diego Erlan (Argentina)
- Daniel Ferreira (Colombia)
- Carlos Fonseca Suárez (Costa Rica)
- Damián González Bertolino (Uruguay)
- Sergio Gutiérrez Negrón (Puerto Rico)
- Gabriela Jáuregui (México)
- Laia Jufresa (México)
- Mauro Libertella (Argentina)
- Brenda Lozano (México)
- Valeria Luiselli (México)
- Alan Mills (Guatemala)
- Emiliano Monge (México)
- Mónica Ojeda (Ecuador)
- Eduardo Plaza (Chile)
- Eduardo Rabasa (México)
- Felipe Restrepo Pombo (Colombia)
- Juan Manuel Robles (Perú)
- Cristian Romero (Colombia)
- Juan Pablo Roncone (Chile)
- Daniel Saldaña París (México)
- Samanta Schweblin (Argentina)
- Jesús Miguel Soto (Venezuela)
- Luciana Sousa (Argentina)
- Mariana Torres (Brasil)
- Valentín Trujillo (Uruguay)
- Claudia Ulloa (Perú)
- Diego Zúñiga (Chile)